# FVWM95
FVWM95 ist ein Fenstermanager für das X Window System. Er basiert auf dem bekannten FVWM2 und ist darauf spezialisiert, das Aussehen von Windows 95 zu imitieren.
FVWM95 war eine Zeit lang ein sehr beliebter Fenstermanager, beispielsweise wurde er bei Red Hat Linux 5.0 standardmäßig benutzt. In heutigen Linux-Distributionen findet er allerdings kaum noch Verwendung, da er nicht mehr weiterentwickelt wird und anderen Fenstermanagern mittlerweile technisch unterlegen ist.

## Eigenschaften
- Windows-95-ähnliches Aussehen
- Taskbar zum schnellen hin- und herschalten zwischen Programmen
- Unterstützung für virtuelle Desktops
- Unterstützung vieler Fähigkeiten von FVWM2